# Alton (Alabama)
Alton ist ein gemeindefreies Gebiet im Jefferson County im Bundesstaat Alabama in den Vereinigten Staaten.

## Geographie
Alton liegt im Norden Alabamas im Süden der Vereinigten Staaten.
Nahegelegene Orte sind unter anderem Trussville (1 km nördlich und östlich), Leeds (7 km südlich) und Center Point (6 km nördlich). Die nächste größere Stadt ist mit 212.000 Einwohnern Birmingham, das Alton vollständig umgibt und sich vor allem in Richtung Westen erstreckt.

## Verkehr
Alton liegt unmittelbar am Interstate 459, der im Norden in den Interstate 59 mündet und im Süden unter anderem einen Anschluss an den Interstate 20 und den Interstate 65 herstellt. Etwa 1,5 Kilometer nördlich verläuft außerdem der U.S. Highway 11.
8 Kilometer westlich befindet sich der Birmingham-Shuttlesworth International Airport.